# Мохеньйос
Мохеньйос (ісп. Mojeño), також відомі як Мохос, є корінним народом Болівії. Вони мешкали в південному центральному департаменті Бені на обох берегах річки Маморе і на болотистих рівнинах на його заході, відомих як Льянос-де-Мохос. Маморе — притока річки Мадейра на півночі Болівії.
Мохеньйос були традиційно мисливцями-збирачами, а також фермерами та скотарями. Місіонери-єзуїти заснували міста на рівнинах Мохос, починаючи з 1682 р., навертаючи корінні народи в католицизм і створюючи систему соціальної організації, яка діяла далеко після вигнання єзуїтів у 1767 р. Етнічна ідентифікація Мохеньйос відбувалася в результаті цієї зустрічі між низкою вже існуючих етнічних груп у середовищі місії. Цей процес відбувся в кількох різних містах місій, в результаті чого з'явилися різні ідентичності Мохеньйо, включаючи Мохеньйо-Трінітаріос (Місія Тринідаду), Мохеньйо-Лоретанос (Місія Лорето), Мохеньйо-Хаверіанос і Мохеньйо-Ігнасіанос (місія Сан-Ігнасіо де Мохос). У першому десятилітті 20 століття їх було близько 30 000.

## Мова
Окрім іспанської, багато людей мохеньо говорять однією з кількох корінних мов, що належать до мовної сім'ї Аравакан, включаючи мову Ігнаціано. У багатьох громадах ця мова використовується в повсякденному житті та викладається в початкових класах початкової школи. Вийшов словник ігнаціано-мохєньйо, а Новий Завіт був перекладений на цю мову в 1980 році.

## Історія
Попередніми мешканцями регіону, який до незалежності Болівії був єдиною територією під назвою Мохос, були аборигени Ітонама, Каювава, Канічана, Таканама та Мовіма. Згодом прибули Мохоси або Мохеньйоси. Мохоси були представниками етнічної групи Аравак, яка розвинула більш складну культуру між тропічним лісом Амазонки та Льяносом.
З невідомих причин між 15 століттям до нашої ери та 8 століттям до нашої ери сільськогосподарські групи араваків з низин (нинішній Суринам) покинули свої землі та мігрували на захід та південь, приносячи із собою традицію різаної кераміки. Мохоси, які були частиною цього потоку населення, побудували зрошувальні канали та посівні тераси, а також ритуальні місця. За тисячі років до нашої ери Араваки також мігрували на північ і заселили острови Карибського моря. Це повільне розширення призвело до островів Куба та Еспаньйола (сучасний острів Домініканської Республіки та Гаїті).
Вироби з глиняного посуду, знайдені в сільській місцевості департаменту Санта-Крус, Болівія, і міста Санта-Крус-де-ла-Сьєрра, свідчать про те, що регіон населяло плем'я араваків (відоме як Чане) з керамічною культурою. 
Такі письменники, як Дієго Феліпе де Алкая, розповідають про групу, яка мешкає між горами Анди та центральним рукавом річки Гуапай. Громади по всій цій великій рівнинній місцевості та вздовж берегів річки були створені та об'єднані під керівництвом керівника, якого Алкая описує титулом короля. Цей король, якого називали династичним іменем Григота, мав зручне житло і носив яскраву сорочку. Вожді (касики), названі Голіголі, Тунді і Вітупуе, були підпорядковані Григоті і мали під контролем сотні воїнів. 
Як результат, перші єзуїти в Мохосі зіткнулися з розвиненою давньою цивілізацією. Тисячі та тисячі штучних пагорбів висотою до 60 футів наповнювали краєвид, поряд із сотнями штучних прямокутних ставків глибиною до трьох футів, що є частиною системи зрошення. Люди використовували височину для ведення сільського господарства та копали канали, щоб об'єднати ставки та річки, які відводили воду в цьому регіоні, схильному до повені. 
Всі ці архітектурні шедеври можна віднести до предків нинішніх Мохеньос, до яких належать араваки, найширша етнічна група в цьому районі. Мова мохосів належить до мовної сім'ї під назвою Аравакан. Араваки завжди були відомими архітекторами, і справді великі гідравлічні споруди (датуються приблизно 250 р. н. е.) їх стародавньої імперії розташовані на території Мохосу. 
Ці культури вірять, що землею керує творець-батько у співпраці зі створеними духами або дуенами, господарями місць або речей, а також з предками, які допомагають підтримувати справедливість і рівновагу. Відступ від норми призводить до духовної хвороби, яка виліковується спільним пошуком причини та різноманітними релігійними ритуалами, включаючи молитви та ліки. У Мохосі основними дуенами є духи джунглів (пов'язані з тигром) і води (пов'язані з веселкою).
Священики-єзуїти, що прибули із Санта-Крус-де-ла-Сьєрра, розпочали хрещення корінних народів регіону в 1670-х роках. Для цього вони створили ряд місій біля річки Маморе, починаючи з Лорето. Основна місія була створена в Тринідаді в 1686 р.
Місіонери-єзуїти, які вперше зіткнулися з мохеньйосами, знайшли людей, які твердо вірили в Бога як батька і творця. Єзуїти прийняли у своєму катехизисі імена, які корінні народи давали Богові своїми мовами, намагаючись охопити всі аспекти культури, що не суперечать християнській вірі чи звичаям.